# Саркисян, Армен Темурович
Армен Темурович Саркисян (Саргсян) (арм. Արմեն Թեմուրի Սարգսյան; род. 2 января 1963, Кагарци, Ходжавендский район) — политический и общественный деятель непризнанной Нагорно-Карабахской Республики (НКР), министр культуры, спорта и молодёжи НКР (1997—2002), министр образования, культуры, молодёжи и спорта НКР (2002—2004), депутат Национального собрания НКР IV, V и VI созывов (2005—2020), глава фракции партии «Дашнакцутюн» (2017-?).

## Биография
Родился 2 января 1963 года в селе Кагарци, Мартунинский район Нагорно-Карабахская АО, Азербайджанская ССР, СССР. В 1980 году окончил среднюю школу там же.
В 1985 году с отличием окончил исторический факультет Ереванского педагогического института.
В 1985—1988 годах работал заместителем директора по учебной части в средней школе родного села Кагарци, в 1988—1995 годах — директором там же.
С 1995 года работал преподавателем истории в Арцахском государственном университете.
В 1995—1997 годах — директор Арцахского историко-краеведческого музея в Степанакерте (Ханкенди).
В 1997—2002 годах — министр культуры, спорта и молодёжи НКР, в 2002—2004 годах — министр образования, культуры, молодёжи и спорта НКР.
В 2005—2010 годах являлся депутатом Национального собрания НКР (НС НКР) IV созыва. Был избран по пропорциональной системе, входил в постоянную комиссию НС НКР по социальным вопросам.
В 2010—2015 годах являлся депутатом НС НКР V созыва. Был избран по мажоритарной системе, являлся председателем постоянной комиссии НС НКР по вопросам науки, образования, культуры, молодежи и спорта.
В 2015—2020 годах являлся депутатом НС НКР VI созыва. Был избран по пропорциональному списку партии «Дашнакцутюн», являлся председателем постоянной комиссии НС НКР по вопросам науки, образования, культуры, молодежи и спорта. С 9 мая 2017 года возглавлял фракции партию «Дашнакцутюн» в НС НКР.
С 2020 года являлся советником президента НКР по вопросам образования, науки, культуры, молодёжи и спорта.
Состоит в браке, имеет двоих детей.

## Награды
Награждён следующими наградами:
- медаль «За мужество»,
- медаль «Андраник Озанян»,
- медаль «Маршал Баграмян»,
- медаль «Мхитар Гош».